# 梁启超故居
22°27′46″N 113°03′58″E / 22.46278°N 113.06611°E
梁启超故居位于中国广东省江门市新会区会城街道南郊的茶坑村，是梁启超出生、成长的地方，1989年被列为广东省文物保护单位，1996年被列为第四批全国重点文物保护单位。
整个建筑群建于清光绪年间，建筑面积412平方米，由故居、怡堂书室、回廊组成，砖木结构，是富有当地特色的民居建筑。
有一处是村口的“奎楼”，俗称“文昌阁”，后来成为“宏文社学”的所在地。